# Lijst van prinsen van Wales
Dit is een lijst van de prinsen van Wales.
| Portret | Naam                        | Erfgenaam van             | Geboren           | Prins van Wales geworden | Opgehouden Prins van Wales te zijn               | Overleden         | Naam als koning | Prinses van Wales                |
| ------- | --------------------------- | ------------------------- | ----------------- | ------------------------ | ------------------------------------------------ | ----------------- | --------------- | -------------------------------- |
|         | Llywelyn ap Iorwerth        | Iorwerth ap Owain Gwynedd | c.1173            | 1218                     | 11 april 1240                                    | 11 april 1240     | -               | Johanna                          |
|         | Dafydd ap Llywelyn          | Llywelyn ap Iorwerth      | c. 1208           | 11 april 1240            | 25 februari 1246                                 | 25 februari 1246  | -               | Isabella de Braose               |
|         | Llywelyn ap Gruffydd        | Gruffydd ap Llywelyn      | c.1223            | 25 februari 1246         | 11 december 1282                                 | 11 december 1282  | -               | Eleanor de Montfort              |
|         | Eduard van Caernarvon       | Eduard I                  | 25 april 1284     | 7 februari 1301          | 7 juli 1307 Koning geworden                      | 21 september 1327 | Eduard II       | –                                |
|         | Eduard, de Zwarte Prins     | Eduard III                | 15 juni 1330      | 12 mei 1343              | 8 juni 1376                                      | 8 juni 1376       | –               | Johanna van Kent                 |
|         | Richard van Bordeaux        | Eduard III                | 6 januari 1367    | 20 november 1376         | 22 juni 1377 Koning geworden                     | 14 februari 1400  | Richard II      | –                                |
| \|      | Hendrik van Monmouth        | Hendrik IV                | 16 september 1387 | 15 oktober 1399          | 21 maart 1413 Koning geworden                    | 31 augustus 1422  | Hendrik V       | –                                |
|         | Eduard van Westminster      | Hendrik VI                | 13 oktober 1453   | 15 maart 1454            | 4 mei 1471                                       | 4 mei 1471        | –               | Anne Neville                     |
|         | Eduard                      | Eduard IV                 | 4 november 1470   | 26 juni 1471             | 9 april 1483 Koning geworden                     | 1483?             | Eduard V        | –                                |
|         | Eduard van Middleham        | Richard III               | 1473              | 24 augustus 1483         | 9 april 1484                                     | 9 april 1484      | –               | –                                |
|         | Arthur                      | Hendrik VII               | 20 september 1486 | 29 november 1489         | 2 april 1502                                     | 2 april 1502      | –               | Catharina van Aragon             |
|         | Hendrik                     | Hendrik VII               | 28 juni 1491      | 18 februari 1504         | 22 april 1509 Koning geworden                    | 28 januari 1547   | Hendrik VIII    | –                                |
|         | Eduard                      | Hendrik VIII              | 12 oktober 1537   | 12 oktober 1537          | 28 januari 1547 Koning geworden                  | 6 juli 1553       | Eduard VI       | –                                |
|         | Hendrik Frederik            | Jacobus I                 | 19 februari 1594  | 4 juni 1610              | 6 november 1612                                  | 6 november 1612   | –               | –                                |
|         | Karel                       | Jacobus I                 | 19 november 1600  | 4 november 1616          | 27 maart 1625 Koning geworden                    | 30 januari 1649   | Karel I         | –                                |
|         | Karel                       | Karel I                   | 29 mei 1630       | ca. 1638-1641            | 30 januari 1649 Koning geworden/titel afgeschaft | 6 februari 1685   | Karel II        | –                                |
|         | Jacobus Frans Eduard Stuart | Jacobus II                | 10 juni 1688      | ca. 4 juli 1688          | 11 december 1688 Vader afgezet                   | 1 januari 1766    | –               | –                                |
|         | George                      | George I                  | 10 november 1683  | 27 september 1714        | 11 juni 1727 Koning geworden                     | 25 oktober 1760   | George II       | Caroline van Brandenburg-Ansbach |
|         | Frederik                    | George II                 | 1 februari 1707   | 8 januari 1729           | 31 maart 1751                                    | 31 maart 1751     | –               | Augusta van Saksen-Gotha         |
|         | George                      | George II                 | 4 juni 1738       | 20 april 1751            | 25 oktober 1760 Koning geworden                  | 29 januari 1820   | George III      | –                                |
|         | George                      | George III                | 12 augustus 1762  | 19 augustus 1762         | 29 januari 1820 Koning geworden                  | 26 juni 1830      | George IV       | Caroline van Brunswijk           |
|         | Albert Edward               | Victoria                  | 9 november 1841   | 8 december 1841          | 22 januari 1901 Koning geworden                  | 6 mei 1910        | Edward VII      | Alexandra van Denemarken         |
|         | George                      | Eduard VII                | 3 juni 1865       | 9 november 1901          | 6 mei 1910 Koning geworden                       | 20 januari 1936   | George V        | Mary van Teck                    |
|         | Edward                      | George V                  | 23 juni 1894      | 23 juni 1910             | 20 januari 1936 Koning geworden                  | 28 mei 1972       | Edward VIII     | –                                |
|         | Charles                     | Elizabeth II              | 14 november 1948  | 26 juli 1958             | 8 september 2022 Koning geworden                 | –                 | Charles III     | Diana Frances Spencer            |
|         | William                     | Charles III               | 21 juni 1982      | 9 september 2022         |                                                  | –                 | —               | Catherine Middleton              |
| Portret | Naam                        | Erfgenaam van             | Geboren           | Prins van Wales geworden | Opgehouden Prins van Wales te zijn               | Overleden         | Naam als koning | Prinses van Wales                |